# Айсен (регион)
Айсен (на испански: Aysén) е един от 15-те региона на южноамериканската държава Чили. Регионът е разположен в централната част на страната на Тихия океан. Населението е 103 158 жители (по преброяване от април 2017 г.). Общата му площ – 108 494,40 км².